# Tardelcuende
Tardelcuende – gmina w Hiszpanii, w prowincji Soria, w Kastylii i León, o powierzchni 64,14 km². W 2011 roku gmina liczyła 484 mieszkańców.